# Michael Freiberg
Michael Freiberg (Hong Kong, 10 de octubre de 1990) es un deportista australiano que compitió en ciclismo en las modalidades de pista y ruta. Ganó una medalla de oro en el Campeonato Mundial de Ciclismo en Pista de 2011, en la prueba de ómnium.

## Medallero internacional
| Campeonato Mundial | Campeonato Mundial       | Campeonato Mundial | Campeonato Mundial |
| Año                | Lugar                    | Medalla            | Competición        |
| ------------------ | ------------------------ | ------------------ | ------------------ |
| 2011               | Apeldoorn (Países Bajos) | Medalla de oro     | Ómnium             |

## Palmarés
2012
- 3.º en el Campeonato Oceánico Contrarreloj sub-23

2019
- Campeonato de Australia en Ruta
- 3.º en el Campeonato Oceánico Contrarreloj

2022
- 3.º en el Campeonato Oceánico Contrarreloj